# اچ‌تی‌سی تاچ دایموند

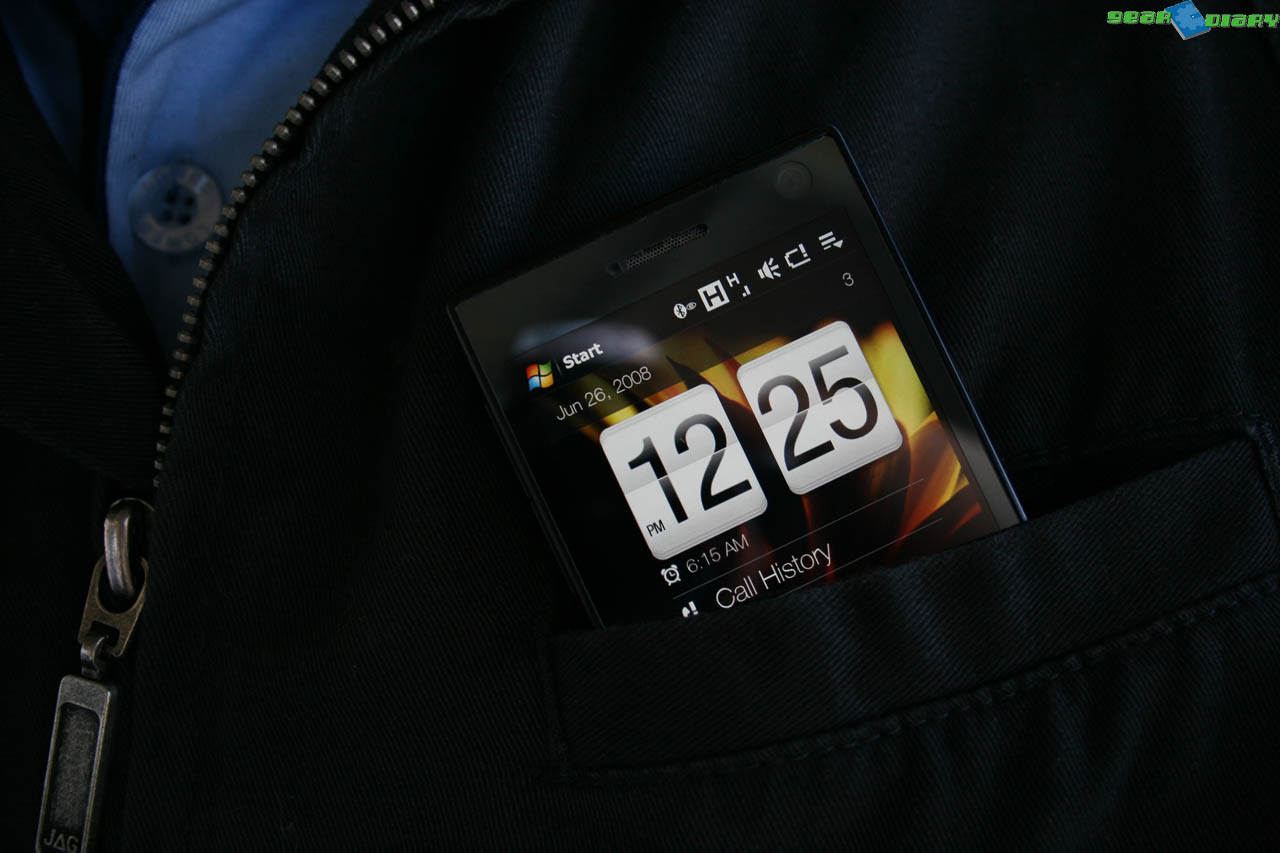

الماس لمسی اچ‌تی‌سی یا HTC P۳۷۰۰ که با نام الماس اچ‌تی‌سی شناخته می‌شود دارای ویندوز موبایل نسخه ۶٫۱ است و توسط شرکت تایوانی اچ‌تی‌سی طراحی و ساخته شده. این گوشی اولین گوشی دارای ویژگی TouchFLO ۳D است که برای اولین بار در هنکنگ در اواخر ماه می ۲۰۰۸ در معرض دید قرار گرفت.

## امکانات
- پردازنده
  - Qualcomm MSM۷۲۰۱A ۵۲۸ مگاهرتز
- سیستم‌عامل
  - ویندوز موبایل ۶٫۱ حرفه ای
- حافظه ها
  - حافظه رام
    - ۲۵۶ مگابایت

  - حافظه رم
    - ۱۹۲ مگابایت
- حافظه دخیره سازی
  - ۴ گیگابایت حافظه داخلی
  - بدون حافظه خارجی
- وزن
  - ۱۱۰ گرم (همراه با باتری)
- دوربین
  - ۳٫۲ مگاپیکسل دارای اتوفکوس (دوربین پشت)
  - VGA رنگ بندی سیموس (دوربین جلو)